# Митлин, Арон Яковлевич
Арон Яковлевич Митлин (1902 — 1 сентября 1941) — советский журналист, ответственный редактор газеты «Кино» и журнала «Искусство кино» (1938—1941).

## Биография
В 1920 году вступил в РКП(б). Редактировал «Рабкор транспорта» в газете «Гудок». Работал ответственным редактором газеты «Пограничный транспортник», органа управления и политотдела Уссурийской железной дороги, ответственным редактором газеты «Северный путь», органа управления и политотдела Северной железной дороги.
С 1938 года — ответственный редактор газеты «Кино» и журнала «Искусство кино».
В звании старшего политрука служил ответственным секретарём ежедневной газеты Брянского фронта «На разгром врага», первый номер которой вышел 18 августа 1941 года. По воспоминаниям коллег, выделялся трудолюбием, умением работать в любых условиях, не щадя себя: «симпатичный и кроткий хлопотун-работяга из породы тех газетных коренников, которые, где бы они ни работали, главную тяжесть редакционного воза берут на себя». Его «неприхотливость, энциклопедическая эрудиция, совершенное знание дела вызывали добрую зависть». Был тяжело ранен 30 августа 1941 года при массированной бомбардировке Брянска. Секретарь партбюро редакции политрук Виктор Портнов записал в свой дневник:

Около 17 часов 25 минут группа сотрудников редакции газеты (отв[етственный] секретарь Митлин, нач[альник] изд[ательства] Леонтьев, Русов, Целуйко, Клюев) выехали в город Брянск. В районе элеватора они заметили большую группу фашистских самолётов. Все спешились с машины и легли на землю. Вскоре начали падать фугасные и зажигательные бомбы. Осколком бомбы Митлину перебило левую ногу до колена. Русов получил незначительное ранение в левую руку выше локтя. Митлин был отправлен в ВПГ № 180, куда вскоре выехал профессор Вишневский для оказания хирургической помощи.
Скончался от общего заражения крови в ночь на 2 сентября 1941 года. Похоронен на кладбище полевого госпиталя в сосновом лесу недалеко от станции Снежетьская Брянского района Брянской области.